# العلاقات الأوكرانية الإسرائيلية

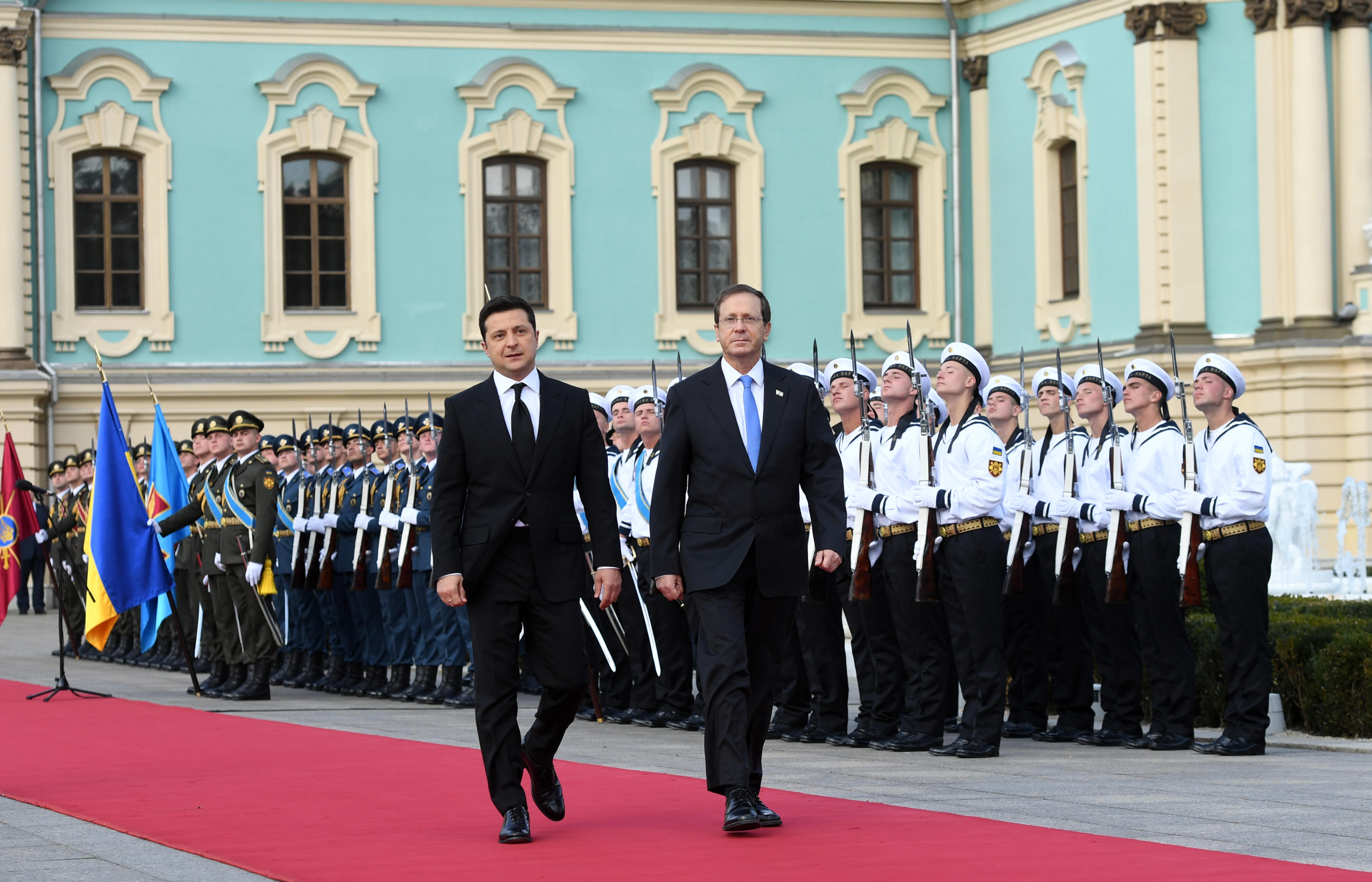
زيارة إسحاق هرتسوغ إلى أوكرانيا، أكتوبر 2021

العلاقات الأوكرانية الإسرائيلية هي العلاقات الثنائية التي تجمع بين أوكرانيا وإسرائيل.

## مقارنة بين البلدين
هذه مقارنة عامة ومرجعية للدولتين:
| وجه المقارنة                                              | أوكرانيا                                   | إسرائيل                                                             |
| --------------------------------------------------------- | ------------------------------------------ | ------------------------------------------------------------------- |
| المساحة (كم2)                                             | 603.63 ألف                                 | 20.77 ألف                                                           |
| عدد السكان (نسمة)                                         | 45.55 مليون                                | 8.89 مليون                                                          |
| الكثافة السكانية (ن./كم²)                                 | 75.46                                      | 428.02                                                              |
| العاصمة                                                   | كييف                                       | القدس                                                               |
| اللغة الرسمية                                             | اللغة الأوكرانية                           | اللغة العبرية، اللغة العربية                                        |
| العملة                                                    | هريفنا أوكرانية، كاربوفانيتس، روبل سوفييتي | شيكل إسرائيلي جديد، شيكل إسرائيلي قديم، جنيه فلسطيني، جنيه إسرائيلي |
| الناتج المحلي الإجمالي (بليون دولار)                      | 112.15 مليار                               | 350.85 مليار                                                        |
| الناتج المحلي الإجمالي (تعادل القوة الشرائية) بليون دولار | 352.98 مليار                               | 306.51 مليار                                                        |
| الناتج المحلي الإجمالي الاسمي للفرد دولار أمريكي          | 2.11 ألف                                   | 35.73 ألف                                                           |
| الناتج المحلي الإجمالي للفرد دولار أمريكي                 | 8.66 ألف                                   | 36.58 ألف                                                           |
| مؤشر التنمية البشرية                                      | 0.747                                      | 0.899                                                               |
| رمز المكالمات الدولي                                      | +380                                       | +972                                                                |
| رمز الإنترنت                                              | .ua، .укр ‏                                 | .il                                                                 |
| المنطقة الزمنية                                           | ت ع م+02:00، ت ع م+03:00، توقيت شرق أوروبا | توقيت إسرائيل، Israel Summer Time ‏                                  |

## مدن متوأمة
في ما يلي قائمة باتفاقيات التوأمة بين مدن أوكرانية وإسرائيلية:
- ترتبط زاباروجيا مع أسدود باتفاقية توأمة منذ 16 أكتوبر 1997.[18][18][19][19]
- ترتبط فينيتسا مع بات يام باتفاقية توأمة منذ 2010.[20][20][20]
- ترتبط خاركيف مع ريشون لتسيون باتفاقية توأمة منذ 1990.[21][21][22][22]
- ترتبط تشيرنوفتسي مع الناصرة العليا باتفاقية توأمة منذ 8 سبتمبر 2001.[23][24][25][26]
- ترتبط لفيف مع ريشون لتسيون باتفاقية توأمة منذ 15 يناير 2004.[27][27][28][29]
- ترتبط دنيبرو مع هرتسليا باتفاقية توأمة منذ 2007.
- ترتبط فيودوسيا مع الرملة باتفاقية توأمة.
- ترتبط أوديسا مع حيفا باتفاقية توأمة منذ 1990.[30][30][31][31]
- ترتبط يالطا مع إيلات باتفاقية توأمة منذ 2008.[32][32][33][33]

## منظمات دولية مشتركة
يشترك البلدان في عضوية مجموعة من المنظمات الدولية، منها:
| علم المنظمة | اسم المنظمة                               | تاريخ انضمام أوكرانيا | تاريخ انضمام إسرائيل |
| ----------- | ----------------------------------------- | --------------------- | -------------------- |
|             | مؤسسة التنمية الدولية                     | 27 مايو 2004          | 22 ديسمبر 1960       |
|             | الأمم المتحدة                             | 24 أكتوبر 1945        | 11 مايو 1949         |
|             | منظمة التجارة العالمية                    | 16 مايو 2008          | 21 أبريل 1995        |
|             | منظمة الشرطة الجنائية الدولية             | ?                     | ?                    |
|             | المركز الدولي لتسوية المنازعات الاستشارية | 7 يوليو 2000          | 22 يوليو 1983        |
|             | الاتحاد الدولي للاتصالات                  | 7 مايو 1947           | 24 يونيو 1948        |
|             | الفريق المعني برصد الأرض                  | ?                     | ?                    |
|             | البنك الدولي للإنشاء والتعمير             | 3 سبتمبر 1992         | 12 يوليو 1954        |
|             | الاتحاد البريدي العالمي                   | ?                     | ?                    |
|             | مؤسسة التمويل الدولية                     | 18 أكتوبر 1993        | 26 سبتمبر 1956       |
|             | وكالة ضمان الاستثمار متعدد الأطراف        | 19 يوليو 1994         | 21 مايو 1992         |
|             | يونسكو                                    | 12 مايو 1954          | 16 سبتمبر 1949       |

## أعلام
هذه قائمة لبعض الشخصيات التي تربطها علاقات بالبلدين:
- إسحاق رابين (1 مارس 1922[40][41][42] – 4 نوفمبر 1995[40][41][42])
- جولدا مائير (رئيسة وزراء سابقة في الكيان الإسرائيلي، 21 أبريل 1898[43][44][45] – 8 ديسمبر 1978[43][44][45])
- جوليا غلوشكو (لاعبة كرة مضرب إسرائيلية، 1990 – )
- رام كرمي (مهندس معماري إسرائيلي، 1931[46][47] – 11 أبريل 2013)
- زئيف إلكين (سياسي إسرائيلي، 3 أبريل 1971 – )
- شموئيل ميقونيس (سياسي إسرائيلي، 10 أغسطس 1903 – 20 مايو 1982)
- شموئيل يوسف عجنون (17 يوليو 1888[48][49] – 17 فبراير 1970[48][49][50])
- عاموس عوز (كاتب وروائي وصحفي ومفكر إسرائيلي، 4 مايو 1939[51][52][53] – 28 ديسمبر 2018)
- فيكتور تسيهانكوف (لاعب كرة قدم أوكراني، 15 نوفمبر 1997[54] – )
- موشيه دايان (قائد عسكري إسرائيلي، وزير الدفاع الإسرائيلي السابق، 20 مايو 1915[55][56][57] – 16 أكتوبر 1981[55][56][57])
- موشيه شاريت (سياسي إسرائيلي، 16 أكتوبر 1894[58] – 7 يوليو 1965[58][59][60])
- يولي أدلشتين (سياسي إسرائيلي، 5 أغسطس 1958 – )

## وصلات خارجية
- موقع وزارة الخارجية الأوكرانية
- موقع وزارة الخارجية الإسرائيلية